# 高邑镇
高邑镇，是中华人民共和国河北省石家庄市高邑县下辖的一个行政建制镇。

## 行政区划
高邑镇下辖以下地区：
东关村、西关村、东南关村、西南关村、北关村、北街村、孙家庄村、五百村、张家庄村、侯家庄村、李家庄村、王家庄村、花园村、南陈庄村、王留村、秦留村、连留村、马留村、寺家庄村、东堤村、西堤村、小留村、大夫庄村和曹留村。

## 交通
- 京广铁路：高邑站